# Frederick Eugene Wright
Pour les articles homonymes, voir Wright.
Frederick Eugene Wright, né le 16 octobre 1877 à Marquette dans le Michigan aux États-Unis et mort le 25 août 1953 à Gananoque en Ontario au Canada, est un physicien, géologue et opticien américain qui est vice-président de l'Académie nationale des sciences pendant quatre ans à partir de 1923 et est le président de l'Optical Society of America de 1918 à 1919.

## Biographie

### Études
Frederick E. Wright est né le 16 octobre 1877 de Charles Eugene Wright, un géologue, pionnier dans le Michigan de ce domaine d'étude et expert minier de la région et de Carolyn Wright sa femme. Il a deux frères cadets. Charles E. Wright meurt brusquement en 1888 de pneumonie à 45 ans alors que Frederick E. Wright n'en a que dix.
Wright étudie à la Ann Harbor High School et en sort en 1895. Sa mère décide alors de déménager pour procurer une meilleure éducation à ses fils et la famille s'installe donc à Weimar en Allemagne où Wright passe d'abord un an dans un real gymnasium pour rattraper son retard en allemand avant d'entrer à l'Université de Heidelberg. Il obtient à l'issue de ses études un PhD summa cum laude.
Au cours de ses recherches en minéralogie et en cristallographie, il en vient à se concentrer sur les phénomènes touchant à la lumière.